# Jürgen Thiele
Jürgen Thiele   (Altenburg, 8 d'agost de 1959) és un remer alemany, ja retirat, que va competir sota bandera de la República Democràtica Alemanya durant la dècada de 1970.
El 1980 va prendre part en els Jocs Olímpics d'Estiu de Moscou, on guanyà la medalla d'or en la prova del quatre sense timoner del programa de rem. Formà equip amb Andreas Decker, Stefan Semmler i Siegfried Brietzke.
En el seu palmarès també destaca el campionat nacional en el quatre sense timoner del 1984.